# Passeport togolais
Le passeport togolais est un document de voyage international délivré aux ressortissants togolais, et qui peut aussi servir de preuve de la citoyenneté togolaise.

## Types de passeport délivrés au Togo
Il existe trois types de passeport qui sont délivrés au Togo.

### passeport ordinaire
Il est délivré pour une durée de 5 ans, pour tout togolais qui en fait la demande.

### passeport diplomatique
Délivré aux Hautes Personnalités Administratives et Diplomatiques, à leurs conjoints et enfants mineurs sur autorisation du Ministre des Affaires Etrangères, sa durée de validité est de 5 ans.

### passeport de service
Il est délivré pour tout togolais en mission officielle. Il a une durée de validité de 5 ans. Aux conditions ordinaires de délivrance s’ajoute une autorisation du Ministre de la Sécurité et de la Protection Civile.

## Documents pour se faire établir un passeport togolais

### Première demande
1. L’original du certificat de nationalité + une photocopie légalisée ou le duplicata.
2. L’original du certificat de naissance + une photocopie légalisée.
3. Une attestation de personne à prévenir (légalisée) pour les majeurs
4. Une autorisation parentale (légalisée) pour les mineurs
5. Une photocopie simple de la carte nationale d'identité
6. Une photocopie simple de la preuve de profession (attestation de travail ou diplôme)
7. Un certificat de mariage pour les dames légalement mariées
8. Une quittance de 30.000 FCFA à payer à la caisse de la Direction générale de la documentation nationale (DGDN)
9. Deux photos d’identité sur fond blanc

### Renouvellement
1. Les originaux des actes.
2. L’attestation de personne à prévenir pour les adultes ou attestation parentale pour les mineurs, à faire légaliser soit à la mairie soit à la préfecture.
3. Preuve de profession
4. Une photocopie simple de la carte nationale d'identité
5. Ancien passeport
6. Une quittance de 30.000 FCFA à payer à la caisse de la DGDN
7. Deux photos du passeport
8. Copie du certificat de mariage pour les femmes légalement mariées

## Jours des dépôts
- lundi
- mercredi
- vendredi[1]

## Jour des retraits
Il est possible de retirer un passeport le mardi, le jeudi et le samedi.

## Force du passeport togolais
Le passeport togolais permet de se rendre dans 55 pays sans faire une demande de visa au préalable,.

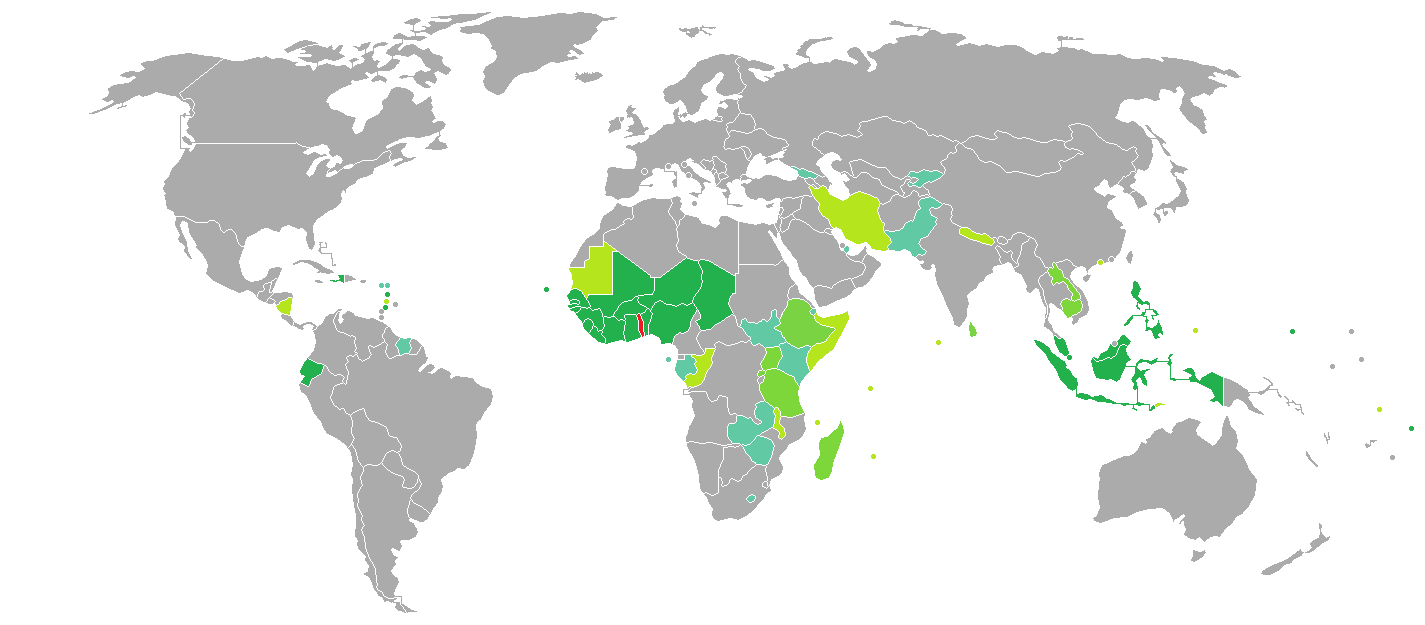
Togo
Visa non nécessaire
Visa à l'arrivée
Système de visa électronique
Visa électronique ou à l'arrivée
Visa requis avant l'arrivée
Interdiction de voyager